# Loxoconcha sculptoides
Loxoconcha sculptoides är en kräftdjursart som beskrevs av Joseph Swain 1967. Loxoconcha sculptoides ingår i släktet Loxoconcha och familjen Loxoconchidae. Inga underarter finns listade i Catalogue of Life.